# أوبيرون هربرت
أوبرون إدوارد ويليام مولينكس هربرت (18 يونيو 1838 – 5 نوفمبر 1906) كان كاتبًا بريطانيًا ومنظرًا وفيلسوفًا اتبع المدرسة الفكرية الفردانية في القرن التاسع عشر. كان ابن الإيرل الثالث لكارنارفون. كان نائبًا ليبراليًا في البرلمان عن دائرة نوتنغهام المكونة من عضوين في الفترة بين عامي 1870 و1874.
روّج لفلسفة الليبرالية الكلاسيكية وزاد على آراء هربرت سبنسر بالدعوة إلى حكومة طوعية التمويل لا تستخدم القوة إلا في الدفاع عن الحرية الفردية والملكية الخاصة. يُعرف بكونه مُنشئ فلسفة التطوعية.

## حياته
ولد أوبيرون هربرت في قصر هايكلير في 18 يونيو عام 1838. كان الابن الثالث لإيرل كارنارفون الثالث، وأخ هنري هربرت، الإيرل الرابع. تلقى هربرت تعليمه في كلية إيتون، ملتحقًا بها في العام 1850. ترك الدراسة مبكرًا بعد أن تم انتخابه لزمالة «قرابة المؤسس» في كلية سانت جونز، أكسفورد في عام 1855. في مايو من عام 1858، التحق بفوج الملكة السابع في كانتربري برتبة ملازم ثانٍ بشرائه إياها (للرتبة)، وفي يونيو من العام 1859، أصبح برتبة ملازم، أيضًا من خلال شرائها. في خريف عام 1860، انضم إلى قوات الخدمة في أمبالا، الهند. في عام 1861، عاد إلى إنكلترا وباع رتبته في العام 1862. عاد بعدها إلى أوكسفورد، حيث كان رئيسًا للاتحاد في ولاية هيلاري الأولى عام 1862؛ تخرج بدرجة بكالوريوس في القانون المدني عام 1862، وحصل على درجة الدكتوراه في القانون المدني عام 1865. ألقى محاضرات في التاريخ وفلسفة التشريع في كلية سانت جون، واستقال من زمالته في عام 1869.
في مارس من العام 1864، زار هربرت مكان وقوع الحرب الألمانية الدنماركية، وأبرز نفسه في ديبول من خلال طلعاته في المعاقل الدنماركية التي قام فيها بإنقاذ الجرحى. اعترافا بشجاعته، تم تقليده بوسام دانيبروغ. سجل انطباعاته حيال الحملة العسكرية في رسائله لأمه التي نُشرت تحت عنوان «ذا داينز إن كامب (الدنماركيون في المخيم) 1864». ذهب إلى الولايات المتحدة خلال الحرب الأهلية الأمريكية، وشهد حصار ريتشموند الذي استمر بين عامي 1864 و1865. ذهب إلى فرنسا أثناء الحرب الفرنسية البروسية، وشهد معركة سيدان عام 1870. كان خارج باريس خلال فترة حصار باريس بين عامي 1870 و1871، وكان أول من دخل المدينة بعد اتفاقية الاستسلام، حيث كاد يُطلق عليه الرصاص للاشتباه بكونه جاسوسًا خلال طريقه إلى باريس. بقي هناك أثناء فترة الثورة الفرنسية الرابعة برفقة أخيه الثاني آلان هربرت الذي كان يعمل طبيبًا في باريس. نلقى في وقت لاحق من حياته وسام التاج الحديدي النمساوي من الدرجة الثالثة لمساعدته في إنقاذ طاقم السفينة «باريه»، وهي سفينة نمساوية تحطمت قبالة ساحل وستوارد هو.
في عام 1871، تزوج هربرت ليدي فلورنس أمابيل، ابنة جورج كاوبر، إيرل كاوبر السادس. توفيت سنة 1886. أنجب الزوجان أربعة أطفال. من بين ابنيهما الصبية، توفي الأكبر منهما في سن الصبا، فين حين أصبح الصبي الأصغر، أوبيرون توماس، المولود سنة 1876، خلفًا لفرانسيس كاوبر، الإيرل السابع لكاوبر، بصفته لورد لوكاس ودينغوال في سنة 1905. كانت الفتاتان كلير ميمرام (التي يفترض أنها سُميت على اسم نهر ميرمام في هيرتفوردشاير)، المولودة سنة 1874، ونان إينو، المولودة سنة 1880، خلفًا لأخيهما في منصب البارونة العاشرة لوكاس والليدي دينغوال السادسة.

## المسيرة السياسية
كان هربرت مرشح المحافظين لنيوبورت في الانتخابات العامة عام 1865، ولكن خسر. شغل منصب السكرتير الخاص لستافورد نورثكوت، رئيس مجلس التجارة بين عامي 1866 و1868. كان المرشح الليبرالي لبيركشاير في انتخابات سنة 1868، ولكنه خسر أيضًا. شغل منصب رئيس اليوم الرابع للمؤتمر التعاوني الأول في عام 1869. نجح في انتخابات نوتنغهام عام 1870 ليصبح عضوًا ليبراليًا في البرلمان.